# Cshö Minhvan
Cshö Minhvan (hangul: 최민환, handzsa: 崔敏煥, RR: Choi Min-hwan; japánul: チェ•ミンファン, Csie Minfun; 1992. november 11.–) dél-koreai zenész, énekes, dalszerző, az F.T. Island dobosa. Együttesének több dalában közreműködött dalszerzőként.

## Élete és pályafutása
2007-ben az Unstoppable Marriage című sorozatban szerepelt együttesével, majd az On Air és a Style című sorozatokban bukkant fel.
2009-ben a The Road Home című sorozatban kapott szerepet. Március 23-án a forgatáson rosszul lett és összeesett, kórházba szállították, ahol túlhajszoltságból eredő kimerültséggel diagnosztizálták.
2012-ben a Gwanghwamun Sonata című musicalben énekelt, majd a Goong: Musical főszerepét kapta meg.
2014-ben a Joseph Amazing című musical főszerepét játszotta.